# Американо-исландские отношения
Американо-исландские отношения — двусторонние дипломатические отношения между США и Исландией.

## История
В 1944 году Соединенные Штаты стали первой страной, признавшей независимость Исландии от Дании. Исландия является членом Организации Североатлантического договора (НАТО), но не имеет собственных регулярных вооружённых сил. Соединенные Штаты и Исландия подписали двустороннее соглашение об обороне в 1951 году, и оно остаётся в силе по настоящее время, хотя вооружённые силы США не имеют военных баз в Исландии. Американо-исландские отношения основаны на сотрудничестве и взаимной поддержке, эти две страны объединяет приверженность соблюдения прав человека и демократии. Соединенные Штаты и Исландия работают вместе по широкому кругу вопросов: укрепление мира и стабильности в Афганистане, использование новых источников энергии, обеспечение мирного сотрудничества в Арктике.
В двустороннем оборонном соглашении 1951 года предусматривалось, что США будут принимать меры для обеспечения обороны Исландии от вторжения извне. В 2006 году США объявили, что будут продолжать обеспечивать оборону Исландии, но без размещения постоянных военных баз в стране.

## Торговля
Соединенные Штаты стремятся к укреплению двусторонних торгово-экономических отношений с Исландией. Большая часть экспорта Исландии приходится на Европейский союз, за тем следуют Соединенные Штаты и Япония. США являются одним из крупнейших иностранных инвесторов в экономику Исландии, в первую очередь в алюминиевый сектор. В 2009 году Соединенные Штаты и Исландия подписали соглашение по торговле.